# .cg
.cg este un domeniu de internet de nivel superior, pentru Republica Congo (ccTLD).